# Rezerwat przyrody Łabędź
Rezerwat przyrody Łabędź – rezerwat torfowiskowy położony w województwie warmińsko-mazurskim, w powiecie nowomiejskim, w gminie Biskupiec, nadleśnictwie Jamy, leśnictwo Krotoszyny.
Powołany na podstawie Zarządzenia Ministra Leśnictwa i Przemysłu Drzewnego z dnia 4 lutego 1958 r. (MP nr 16, poz. 107 z 15.03.1958 r.). Początkowo zajmował powierzchnię 10,61 ha, w 1987 został poszerzony do 13,82 ha, a w 2017 do 18,68 ha. Wokół rezerwatu wyznaczono otulinę o powierzchni 4,84 ha.
Rezerwat obejmuje ochroną torfowisko przejściowe, które powstało w holocenie w miejscu zbiornika wodnego, który wypełniał bezodpływowe zagłębienie wytopiskowe powstałe po wytopieniu martwego lodu, otoczone wzniesieniami sandru brodnickiego uformowanego z piasków wodnolodowcowych, podczas fazy pomorskiej zlodowacenia Wisły. 
Gleby na terenie rezerwatu zaliczono do podtypu gleb torfowych torfowisk przejściowych.
Największą powierzchnię zajmują zespoły roślinne:
- Caricetum limosae – turzycy bagiennej
- Caricetum rostratae – turzycy dzióbkowatej
- Phragmintetum communis – trzciny pospolitej.

Rezerwat „Łabędź” jest obszarem występowania 246 taksonów roślin oraz miejscem lęgowym żurawi.